# Unalakleet
Unalakleet – miasto w Stanach Zjednoczonych, w stanie Alaska, w okręgu Nome.